# Resolutie 337 Veiligheidsraad Verenigde Naties
Resolutie 337 van de Veiligheidsraad van de Verenigde Naties werd unaniem aangenomen op 15 augustus 1973. De resolutie veroordeelde Israël voor het onderscheppen van een Libanees passagiersvliegtuig boven Libanees grondgebied en het in Israël te dwingen tot landing.

## Achtergrond
In Libanon, een buurland van Israël, woonden veel Palestijnse vluchtelingen. De Palestijnse Bevrijdingsorganisatie (PLO) begon in 1968 met aanvallen op Israël, die vaak gelanceerd werden vanuit het door de PLO gecontroleerde zuiden van Libanon. Israël reageerde met vergeldingsacties op dorpen in deze regio, en hield Libanon verantwoordelijk voor het stoppen van de Palestijnse aanvallen op zijn grondgebied vanuit Zuid-Libanon. Meermaals eiste de Veiligheidsraad Israëls terugtrekking.
Op 10 september 1973 hadden twee Mirages van de Israëlische luchtmacht een Caravelle van Middle East Airlines die was gecharterd door Iraqi Airways vlak na het opstijgen in Beiroet richting Bagdad onderschept, afgeleid naar Israël en daar tot landen gedwongen op een militair vliegveld. De 74 passagiers en zeven bemanningsleden moesten uitstappen en werden gecontroleerd. Daarna mocht iedereen weer opstappen en vloog het toestel terug naar Beiroet.
Israël gaf toe dat het het verkeerde vliegtuig had onderschept. Een ander toestel, dat rond dezelfde tijd ook richting Bagdad vertrok, was het eigenlijke doelwit geweest. Die vlucht zou een aantal leiders van de Palestijnse fedayin aan boord hebben gehad.
Israël zei het recht te hebben zich te verdedigen tegen de terroristen, die door Arabische landen gesteund werden. Libanon respecteerde Israëls rechten onder het staakt-het-vuren van 1967 niet, en kon dus hetzelfde terug verwachten. Ook de Verenigde Naties hadden geen effectieve actie tegen de plaag van terreurdaden tegen Israël ondernomen.
Andere landen, waaronder de Verenigde Staten, keurden Israëls actie af, maar vonden dat deze in het grotere plaatje van de problemen in het Midden Oosten moest worden gezien.

## Inhoud
De Veiligheidsraad:
- Heeft de agenda overwogen.
- Neemt akte van de brief van Libanon.
- Heeft de verklaringen van Libanon over de schending van het Libanese grondgebied en de kaping van een aan Iraqi Airways geleaset burgervliegtuig door de Israëlische luchtmacht aangehoord.
- Is erg bezorgd omdat een dergelijke daad het internationale vliegverkeer hindert en het Handvest van de Verenigde Naties schendt.
- Erkent dat de levens en veiligheid van passagiers en bemanning en de internationale luchtvaartveiligheidsvoorschriften in het gedrang komen.
- Herinnert aan de resoluties 262 en 286.

1. Veroordeelt Israël voor de schending van de Libanese soevereiniteit en territoriale integriteit en de kaping van een Libanees vliegtuig boven Libanees grondgebied.
2. Overweegt dat deze daden het Libanees-Israëlisch wapenstilstandsakkoord uit 1949, de staakt-het-vuren-resoluties van de VN uit 1967, het VN-Handvest, de internationale conventies over burgerluchtvaart en de internationale wetten schenden.
3. Vraagt de Internationale Burgerluchtvaartorganisatie (een VN-organisatie) rekening te houden met deze resolutie als maatregelen worden genomen om de burgerluchtvaart tegen dergelijke daden te beschermen.
4. Roept Israël op om de soevereiniteit van  Libanon niet langer te schenden en de luchtvaart niet langer in gevaar te brengen en waarschuwt dat anders verdere stappen zullen worden overwogen.

Lijst ·  325 ·  326 ·  327 ·  328 ·  329 ·  330 ·  331 ·  332 ·  333 ·  334 ·  335 ·  336 ·  337 ·  338 ·  339 ·  340 ·  341 ·  342 ·  343 ·  344